# Ana (knjiga)
Ana (COBISS) je delo izpod peresa pisateljice Joži Munih, ki je leta 1970 izšlo med Slovenskimi večernicami Mohorjeve družbe.

## Vsebina
Ana je bila bistra in živahna deklica, vendar je bilo njeno življenje že od zgodnje mladosti trdo. Po očetovi smrti sta se z materjo preživljali s pospravljenjem in kurjenjem v šoli. Ko je Ana začela hoditi v šolo je bila pogosto tarča nesramnih sošolcev in učiteljice, ki je ni marala. Kljub temu se je vseskozi trudila biti vzorno dekle, pridno je delala in služila kruh zase in za svojo mamo. Po končani šoli Ani ni preostalo drugega, kot da si poišče službo. Odločila se je za delo gospodinje pri trgovcu iz Mokronoga, a jo je od namere odvrnila ponudba Helene, materine prijateljice, ki je imela Ano zelo rada. Helena jo je vzela s seboj v mesto, da bi nadaljevala šolanje, mama pa je ostala doma z obljubo, da se bo Ana vedno lahko vrnila v domačo hišo.   